# Tašina
La Tašina (in russo Ташина?) è un fiume della Siberia Orientale, affluente di sinistra del Tom' (bacino idrografico dell'Amur). Scorre nell'oblast' dell'Amur, in Russia. 
La sorgente si trova nei contrafforti meridionali dei monti Turana. Attraversa una zona paludosa, il canale è tortuoso. Scorre principalmente in direzione nord-ovest. Sfocia nel fiume Tom' a 198 km dalla foce. La sua lunghezza è di 182 km; il bacino del fiume è di 1 810 km². Non ci sono centri abitati lungo il suo corso.
Un tratto lungo 120 km è compreso nel reticolo idrografico della Riserva zoologica naturale statale di rilevanza regionale «Tašinskij».